# 特尼牧場站
特尼牧場站（英語：Tunney's Pasture Station）是一座位於加拿大渥太華的輕軌車站，是渥太華輕鐵1號線和建設中的3號線的起點車站，未來將作為途徑車站使用。因其靠近特尼牧場政府辦公區而得名。

## 位置
本站站台設立於斯科特街（英語：Scott St）以北，特尼牧場公交樞紐以北。

## 歷史
本車站所在位置起初為渥太華快速公交系統車站特尼牧場站（英語：Tunney's Pasture Station）。
2003年5月10日，本站发生纵火案件，导致车站被迫关闭数个月。
2011年7月，渥太華市議會宣佈通過輕鐵1號線建設方案，本站原有公交車站宣佈被取消。
2016年6月14日，本車站以及車站以東的快速公交路關閉並開始拆除，車站以西的快速公交路則通過一條臨時通道連接特尼牧場公交樞紐。2019年9月14日，本站隨輕鐵1號線開通而重新啓用。
2020年，1號線2期工程開始，車站以東的快速公交路開始進行拆除處理。

## 车站结构
本車站為路塹內車站，側式站台設計。站廳則位於車站正中部，並設立於站台上方。

## 站內藝術
本站內包含一件藝術品：由德里克·魯特（英語：Derek Root）於玻璃天花板和站臺墻壁上所創作的「漸變空間」（英語：Gradient Space）。

## 車站結構
| 地面層        | 站廳                                | 出入口、自動售票機、進出站閘機 |
| 路塹層 站台層 | 側式站台，右側開門                  | 側式站台，右側開門             |
| 路塹層 站台層 | 1 1號線下客站台（未來往韋斯特波諾） |                                |
| 路塹層 站台層 | 1 1號線往布萊爾（灣景）             |                                |
| 路塹層 站台層 | 側式站台，右側開門                  |                                |

## 出口
本站由於東出口與北出口的進出站閘機設立於公交樞紐站進站口處，即公交樞紐站站台已經屬於付費區域，故通過公交換乘輕鐵無需額外單獨刷卡即可進站。
| 北出口 |                        | 特尼牧場政府辦公區 赫蘭德十字大廈 | A等候站： 251 252 256 257 258 264 265 267 268 B等候站： 57 61 62 63 64 66 164 261 262 263 266 404 C等候站： N 57 N 61 N 75 R 1 D等候站： 11 16 50 51 58 80 81 86 87 89 153 E等候站： 11 14 16 53 54 56 57 61 63 66 75 F等候站： 73 74 75 82 83 84 282 284 G等候站： 270 271 272 273 275 277 278 283 |  |
| 西出口 |                        | 特尼牧場政府辦公區 赫蘭德十字大廈 | A等候站： 251 252 256 257 258 264 265 267 268 B等候站： 57 61 62 63 64 66 164 261 262 263 266 404 C等候站： N 57 N 61 N 75 R 1 D等候站： 11 16 50 51 58 80 81 86 87 89 153 E等候站： 11 14 16 53 54 56 57 61 63 66 75 F等候站： 73 74 75 82 83 84 282 284 G等候站： 270 271 272 273 275 277 278 283 |  |
| 南出口 | 斯科特街（英語：Scott St）     | 特尼牧場政府辦公區 赫蘭德十字大廈 | 不適用 |  |
| 東出口 | 特尼牧場車道（英語：Tunney's Pasture Driveway） | 特尼牧場政府辦公區 赫蘭德十字大廈 | Para |  |

## 外部鏈接
- 站臺網站（英文） （页面存档备份，存于）